# Jhoselyn Camargo
Jhoselyn Yessica Camargo Aliaga (La Paz, 21 de julio de 1996) es una atleta boliviana que compite en carreras de media y larga distancia. Posee nueve récords nacionales en diferentes pruebas atléticas.

## Carrera
Jhoselyn Camargo tuvo su primera experiencia internacional en 2016 en el Campeonato Sudamericano Sub-23 en Lima, donde finalizó en los 5000 metros en 17:34.10. min, consiguiendo el sexto puesto, y superó los 10.000 metros con 38:57.39 min, quedando en quinto lugar. En 2018 participó en la carrera de obstáculos en los Juegos Sudamericanos de Cochabamba y ganó allí en 11:18.63. min la medalla de bronce detrás de la peruana Rina Cjuro y su compatriota Edith Mamani. En 2019 llegó de segunda en la media Maratón de Buenos Aires con un tiempo de 1:14:32 h, estableciendo un nuevo récord boliviano. Al año siguiente, ganó los 3.000 metros planos en 9:55.68 min en el primer Campeonato Sudamericano en pista cubierta en Cochabamba y ganó los 1.500 metros planos en 4:34.94 min la medalla de plata detrás de María Pía Fernández de Uruguay. En 2021 ganó el Campeonato Sudamericano de Atletismo en Guayaquil con un nuevo récord nacional de 34:09.54 m, llevándose la medalla de bronce en los 10.000m detrás de la venezolana Edymar Brea y la ecuatoriana Silvia Ortiz. En los 5000 metros ocupó el quinto lugar con un tiempo de 16:13.14 min y estableció un nuevo récord nacional.
En 2022 ganó en 4:39.33 min en 1500 m en el Campeonato Sudamericano en pista cubierta en Cochabamba en 1500 m y luego en el Campeonato Mundial en pista cubierta en Belgrado llegó en el puesto 20 con 9:28.98 min en la carrera de 3000 metros. En mayo consiguió el quinto puesto en la media maratón del Campeonato Iberoamericano de Atletismo de La Nucía con un tiempo de 1:14:40 h. En el Campeonato Sudamericano de Media Maratón de Buenos Aires consiguió el séptimo puesto con 1:12:51 h y luego finalizó en los Juegos Sudamericanos de Asunción en 34:49.30 min también en el séptimo puesto en la carrera de 10.000 metros. En septiembre de 2023, Camargo consiguió el primer puesto de la media maratón de Medellín con un tiempo 1:14:14 h.
En 2020 y 2022, Camargo fue campeona boliviana bajo techo en 1500m y 3000m, y en 2021 ganó los 800m, 1500m y 3000m.

## Récords personales
- 800 metros: 2:14.61 mín., 29 de marzo de 2019 en Concepción del Uruguay
  - 800 metros (interior): 2:19.37 minutos, 5 de febrero de 2022 en Cochabamba
- 1500 metros: 4:28.62 mín., 31 de marzo de 2019 en Concepción del Uruguay
  - 1.500 metros (interior): 4:34.94 minutos, 1 de febrero de 2020 en Cochabamba
- 3000 metros: 9:58.22 minutos, 5 de junio de 2022 en Cochabamba
  - 3000 metros (interior): 9:28.98 mín., 18 de marzo de 2022 en Belgrado (récord boliviano)
- 5000 metros: 16:23.84 minutos, 30 de mayo de 2021 en Guayaquil (récord boliviano)
- 10.000 metros: 34:09.54 mín., 29 de mayo de 2021 en Guayaquil (récord boliviano)
- Media maratón: 1:12:51 h, 21 de agosto de 2022 en Buenos Aires (récord boliviano)
- 3.000 m obstáculos: 11:09.55 mín., 16 de abril de 2016 en Lima

## Enlaces web
- Ficha en World Athletics (en inglés).

- Datos: Q85699650